# Cilla (arquitectura)

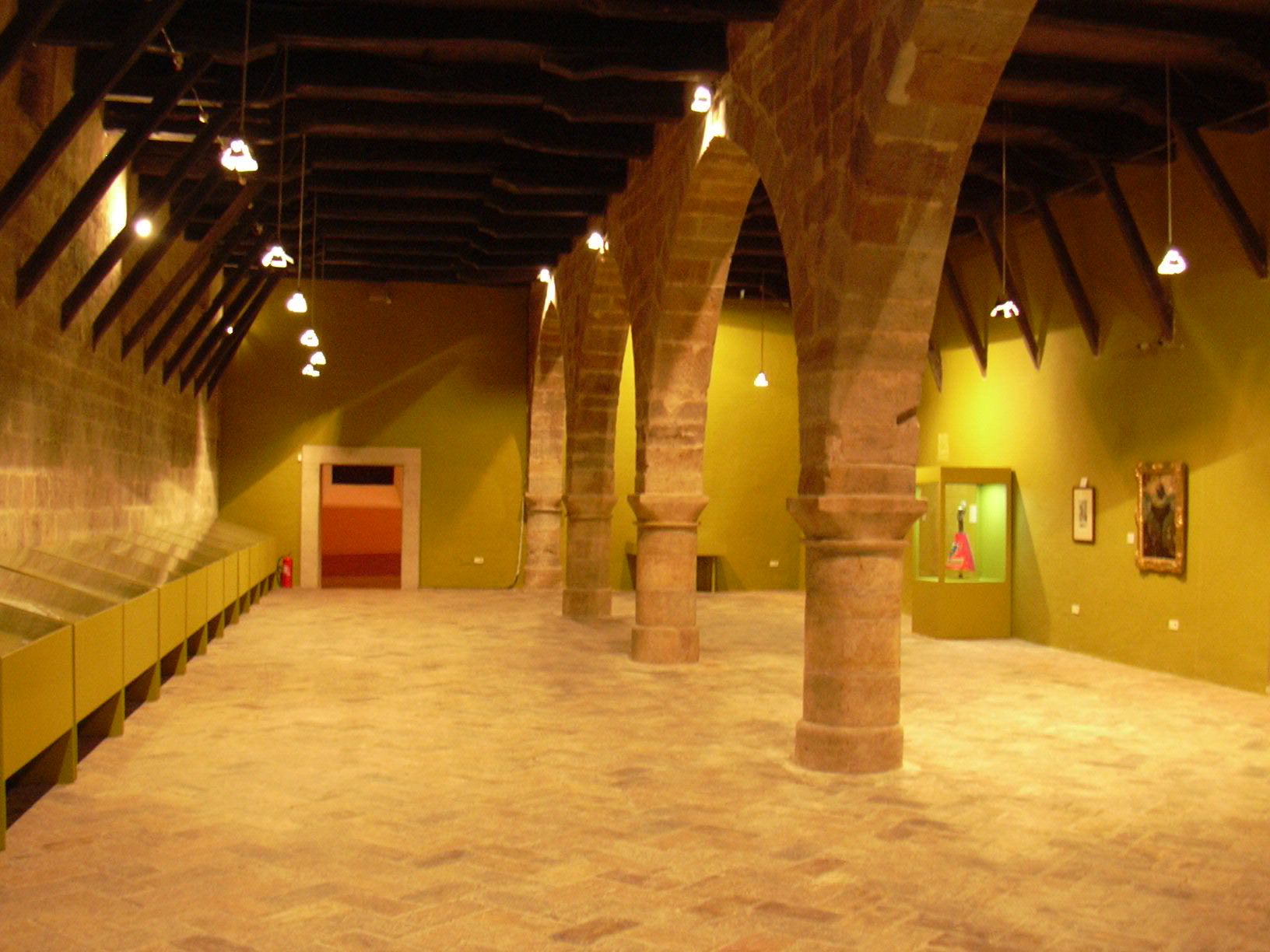
Antigua cilla del Monasterio de Veruela, Zaragoza, España.

La cilla (del latín cella, despensa, bodega, granero, almacén), es el granero o bodega (almacén) donde se guardan las provisiones en un monasterio u otra institución religiosa.

## Disposición
En los antiguos monasterios benedictinos se situaba en la panda (galería) occidental del claustro, llamada por este motivo panda de la cilla. En los monasterios cistercienses, la cilla no daba directamente a la panda, sino que se interponía el corredor de conversos.
Era una estancia de planta rectangular, generalmente con dos alturas y con ventanas en sus muros este y oeste. A veces, se disponía una puerta amplia para pasar carros con las provisiones. Solía estar abovedada y en la mayoría de los casos, se construía con dos naves divididas por columnas.

## Usos
En el piso bajo, normalmente dividido por tabiques, se almacenaban las frutas y cereales, así como la bodega del monasterio.
Era un lugar muy protegido y cuidado por los hermanos legos de la comunidad, estando al frente de la misma un cillero o cillerero. 
No sólo existían en los monasterios. También había cillas públicas.